# Bartłomiej Brede
Bartłomiej Jarosław Brede (ur. 25 kwietnia 1974 w Rudzie Śląskiej) – poeta, autor tekstów piosenek, autor i wykonawca satyrycznych felietonów radiowych, artysta kabaretowy, konferansjer.

## Życiorys
Absolwent IV LO w Bytomiu (1993), Uniwersytetu Jagiellońskiego (2000) i Wyższej Szkoły Finansów i Zarządzania (2009). Od grudnia 1995 do września 2001 związany z krakowskimi kabaretami Zielone Szkiełko i Piwnica pod Baranami. Sporadycznie występował również na scenach Sceny Muzyczno-Literackiej Azyl i Lochu Camelot. Jego żart literacki „Pędy” komentujący przyznanie Wisławie Szymborskiej Literackiej Nagrody Nobla był relacjonowany i cytowany przez Czesława Miłosza w listach do noblistki. Od października 2012 do listopada 2017 felietonista Akademii Rozrywki w Trójce. W roku 2022 został stypendystą Gminy Bytom w dziedzinie literatury. Od lipca 2024 mieszka w Kłecku.
Od 2015 związany jako autor repertuaru, wykonawca i jeden z założycieli z poznańskim kabaretem literackim Klub Szyderców Bis. Członek stowarzyszeń ZAiKs i ZASP.

## Nagrody
- W kwietniu 2000 laureat Grand Prix Przeglądu Kabaretów PaKa[5] (w składzie kabaretu Kuzyni[6]),

- w lipcu 2022 laureat 1 miejsca Mulatki (w składzie kabaretu Klub Szyderców Bis)[7],

- we wrześniu 2022 laureat 1 miejsca festiwalu kabaretowego Fermenty (w składzie kabaretu Klub Szyderców Bis)[8],

- w październiku 2023 laureat Grand Prix Festiwalu Komedii Stolica (w składzie kabaretu Klub Szyderców Bis) [potrzebny przypis].

- Laureat konkursów poetyckich, w tym Grand Prix IV Konkursu Wiersza Klasycznego im. Mariana Kawałki.[9]